# Municipio de San Simón de Guerrero
El municipio de San Simón de Guerrero es uno de los 125 municipios del Estado de México, se trata de una comunidad mayormente rural que tiene una superficie de 128,961 km². Limita al norte con Temascaltepec; al sureste con Texcaltitlán y al suroeste com Tejupilco. Según el censo del 2010 tiene una población total de 6272 habitantes.

## Toponimia
El nombre de San Simón, que en la actualidad ostenta el municipio, así como el de la cabecera, San Simón, es muy antiguo, pues existen referencias del pueblo desde 1569, al cual se le conocía con el nombre de "San Simón Cuitepec". Poco tiempo después fue conocido como "San Simón de los Herreros", debido a que era la ocupación principal de sus habitantes. 
Respecto a la palabra cuitepec, ésta es de origen mexicano y proviene de las radicales: cui apócope de cuicatl: "canto", "música o canción"; tepec: "cerro", "lugar"; significa "en el cerro donde se escuchan cantos" o "lugar donde hay cantos o trinos" (Gutiérrez Arzaluz). 
Alfonso Rojas Wiesand dice que la palabra mexicana Cuitepec, puede ser una corrupción de Ciutepec y derivar de los fonemas: cui: corrupción de ciua, "mujer o hembra", específicamente ciuamiztli, "leona" (puma hembra) y tepec de tépetl: "cerro", que significa "cerro de la leona" o "cerro de la puma". 

## Símbolos
Está compuesto con dos ideogramas del Códice Mendoza: un tépetl que denota cerro o lugar y el canto que en la escritura ideográfica prehispánica se simboliza por una vírgula ornamentada con figuras rojas y representa al canto, trino, música, melodía o canción. 
El licenciado Mario Colín y el artista Jesús Escobedo idearon al que representa al municipio, el cual está integrado por el ideograma prehispánico de tépetl, que denota el sitio que ocupa el municipio, dentro de éste se encuentra el contorno del busto de Vicente Guerrero, consumador de la Independencia de México, del cual toma el nombre el municipio. En la parte superior del interior del tépetl se encuentra un fragmento de pergamino tricolor con franjas horizontales en colores verde, blanco y rojo, y coronando al escudo heráldico se encuentra un hacha de cobre (tepuztli) con gancho (tepuzcololli) en su mango sobre el remate del ideograma prehispánico empleado por los autores para representar la actividad a la que se dedicaban los habitantes del antiguo "San Simón de los Herreros". 
Este es el escudo que actualmente reconoce el Gobierno del Estado de México como representativo del municipio y lo integra dentro del cartel denominado Municipios del Estado de México. 

## Historia
El 13 de octubre de 1881 la Legislatura del Estado de México por decreto número 31, ordenó la creación de un nuevo municipio, al que se denominó "San Simón de Guerrero", en memoria al héroe de la Independencia de México, Vicente Guerrero Saldaña. El decreto fue firmado por el gobernador José Zubieta.

## Gobierno y política
| Presidente municipal          | Periodo   |
| ----------------------------- | --------- |
| Marcelino Cleto Jaime Salinas | 2000-2003 |
| Miguel Ramírez Vargas         | 2003-2006 |
| Porfirio Estrada Cisneros     | 2006-2009 |
| Ruperto Mora López            | 2009-2012 |
| Mario Bernal Rosas            | 2013-2015 |
| Ruperto Mora López            | 2016-2018 |
| Sara Mora de Jesus            | 2019-2022 |